# Strumiany (województwo mazowieckie)
Strumiany – wieś sołecka w Polsce położona w województwie mazowieckim, w powiecie grodziskim, w gminie Baranów.
| SIMC    | Nazwa           | Rodzaj    |
| ------- | --------------- | --------- |
| 0723201 | Strumiany Dolne | część wsi |
| 0723218 | Strumiany Górne | część wsi |

W latach 1975–1998 miejscowość położona była w województwie skierniewickim.